# Falanga (symbol)

Flaga Narodowego Odrodzenia Polski z falangą

Falanga – symbol, używany przez polskich nacjonalistów i faszystów (głównie przez środowiska związane z ruchem narodowo-radykalnym), będący stylizowanym wizerunkiem ręki trzymającej miecz.

## Historia symbolu
Motyw ręki ze wzniesionym mieczem (poniżej którego znajdowała się biało-czerwona szarfa mająca kształt litery „N”, symbolizująca słowo Naród lub Narodowiec) został przygotowany w warszawskim Oddziale Akademickim Obozu Wielkiej Polski w połowie lutego 1933 (ukazał się na łamach pisma „Akademik Polski”). Symbol pojawiał się w prasie, na ulotkach lub jako naszywka. Jednak nadal jako odznaka dominował Szczerbiec.
Ramię, jako figura heraldyczna, występowało w herbach rycerskich, miejskich, wiejskich i kościelnych. Na tarczach rycerskich i szlacheckich ramiona były obnażone, ubrane i zbrojne. Heraldycznie miecz - symbol honoru i męstwa - w przedstawieniu nieosłoniętym oznacza gotowość do walki i jako taki jest przedstawiany najczęściej wśród figur herbowych. Miecz poprawnie ukazany w tarczy herbowej jest skierowany głownią w górę.  
W 1937 roku, w kręgu Ruchu Narodowo-Radykalnego Falanga, powstał uproszczony znak graficzny ręki z mieczem, który nazwano „falangą”. Stanowił symbol nowoczesności i „narodowej rewolucji”. Obok opasek przedstawiających „falangę” działacze RNR posługiwali się jako odznakami Mieczykami Chrobrego.
Symbol Falangi pojawił się na pierwszej stronie tygodnika „Falanga” w 1938. Był również na winiecie wydawanego nielegalnie podczas II wojny światowej w Wielkiej Brytanii pisma „Walka”.

Flaga organizacji Falanga

Piotr Osęka, w wypowiedzi dla wp.pl, wyraził opinię, że symbol był inspirowany narodowym socjalizmem: Ten emblemat jest ewidentnym nawiązaniem do swastyki. To jest bardzo dobrze widoczne, gdy przyjrzymy się mundurom narodowych radykałów, które w kroju były czymś pośrednim między uniformami nazistowskich SA i SS. Falanga była noszona na opasce na ramieniu. Również inni badacze wskazywali na podobieństwo falangi i swastyki.
Obecnie falanga jest oficjalnym symbolem następujących organizacji – współczesnego Obozu Narodowo-Radykalnego (ONR) i Narodowego Odrodzenia Polski (NOP), choć posługują się nim również inni narodowcy, pseudokibice, skinheadzi, neofaszyści i neonaziści. Nazwę „Falanga” nosi organizacja Bartosza Bekiera, oskarżana o neofaszyzm i ekstremizm.

## Galeria

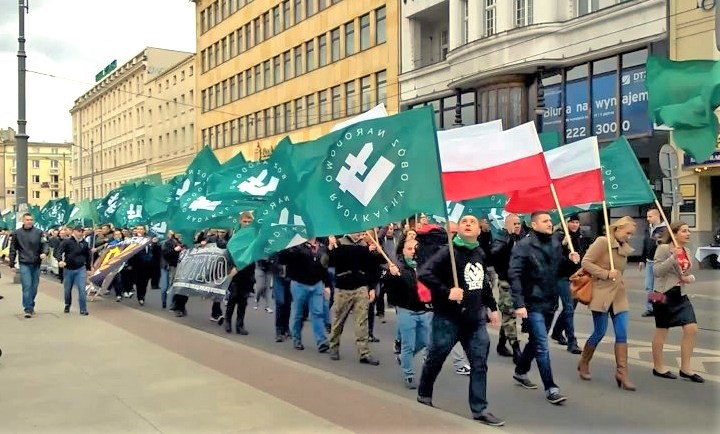
Marsz członków współczesnego Obozu Narodowo-Radykalnego z okazji 81-lecia ONR. Na sztandarach widoczna falanga (Poznań 2015)

Symbol falangi
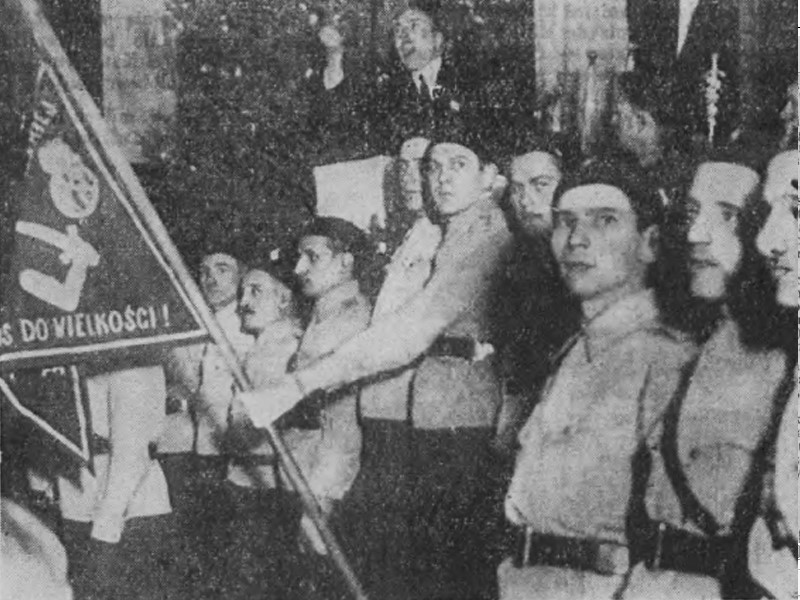
Zjazd członków Stronnictwa Narodowego (SN) w Poznaniu w 1937 roku. Na proporczyku trzymanym przez jednego z członków widać falangę
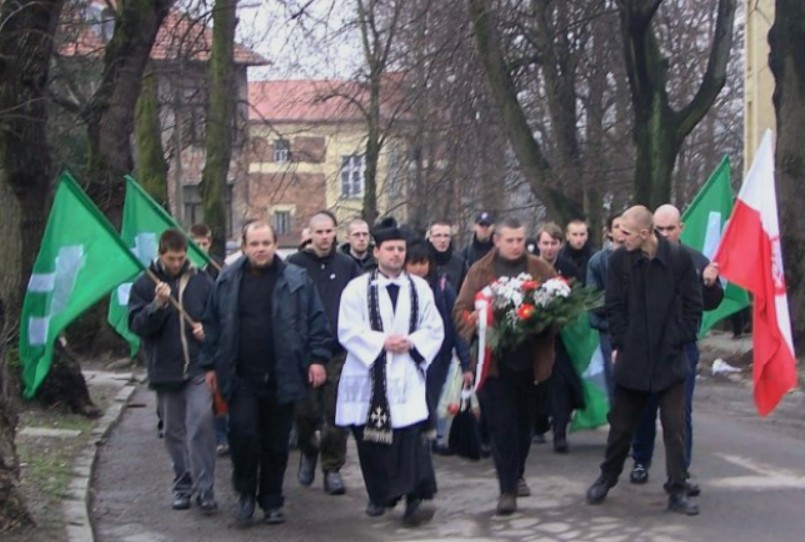
Ksiądz Rafał Trytek z grupą działaczy Narodowego Odrodzenia Polski (NOP) z flagami z falangą